# Faouzi al-Hariri
Faouzi Franso Toma Hariri (1958 Arbil, Irak - ) est le ministre de l'Industrie et des Minéraux en Irak dans le gouvernement al-Maliki de mai 2006.

## Biographie
Il a été choisi le 20 mai 2006. Malgré une étiquette kurde lourdement soulignée par les médias, Hariri est assyrien, fils de l'homme politique Franso Hariri (1937 - 2001). Faouzi Hariri a vécu 16 années à Londres, où il a travaillé pour British Airways. Comme son père, il est membre du Parti démocratique kurde d'Irak.
Devenu ministre de l'Industrie, il avait été élu en décembre 2005 dans la « liste kurde ».
Il a été l'objet d'un attentat en octobre 2006 : trois de ses gardes du corps et onze autres personnes en sont mortes, mais le convoi ne contenait aucune autorité, car il allait refaire le plein. L'attentat a eu lieu dans le quartier assyrien Dora de Bagdad.